# Norrländsk uppslagsbok
Norrländsk uppslagsbok (forkortet NU) er et svensk videnskabligt opslagsværk om landsdelen Norrland i Sverige. 
Det udkom i fire bind i årene 1993-1996, i begyndelsen udgivet af forlaget Bra Böcker efter forbillede af forlagets store opslagsværk Nationalencyklopedin, og med Kari Marklund som chefredaktør. Produktionen skete i samarbejde med Umeå Universitet. 
Fra og med bind to blev udgivelsen overtaget af Norrlands Universitetsförlag og chefredaktørskabet af Lars-Erik Edlund. Bag udgivelsen stod Fonden för främjande av kunskap om Norrland, som dannedes af Umeå Universitet, daværende Högskolan i Luleå, daværende Mitthögskolan og daværende Högskolan i Gävle/Sandviken samt Kungliga Skytteanska Samfundet, Folkuniversitetet og Kempestiftelserna.

## Bindene
- Bind 1: A – Gästg, chefredaktør: Kari Marklund, medarbejdere: Lars-Erik Edlund, Tore Frängsmyr, 1993
- Bind 2: Gästr – Lanz, chefredaktør: Lars-Erik Edlund, medarbejder: Tore Frängsmyr, 1994
- Bind 3: Lapp – Reens, chefredaktør: Lars-Erik Edlund, medarbejder: Tore Frängsmyr, 1995
- Bind 4: Regio – Övre, chefredaktør: Lars-Erik Edlund, medarbejder: Tore Frängsmyr, 1996